# Sokoły (gmina Jaszuny)
Sokoły (lit. Sakalai) − wieś na Litwie, w gminie rejonowej Soleczniki, 4 km na wschód od Jaszunów, zamieszkana przez 44 ludzi. Przed II wojną światową w Polsce, w powiecie wileńsko-trockim województwa wileńskiego.